# Bengt Magnusson (Bjälboättens lagmansgren)
Bengt Magnusson, död omkring 1294, var en svensk storman, riksråd och lagman i Östergötland. Han var son till lagman Magnus Bengtsson (död 1263).

## Biografi
Bengt Magnusson nämns som lagman i Östergötland första gången år 1269, och den 11 september 1288 var han medlem av riksrådet. 1289 skall han ha dragit ut på pilgrimsfärd varvid sonen Magnus insattes som lagman i Östergötland. Magnus måste dock ha frånträtt ämbetet senast 1291 eftersom Bengt återigen var verksam som lagman i Östergötland 1291–1292. Bengt uppges ha dött 1294, vilket står i viss strid med det faktum att sonen Magnus tillträdde lagmansämbetet på nytt redan 1293.
Bengts sigill var till en början ett upprest åt vänster gående lejon, senare ett upprest åt höger gående lejon över tre balkar, samma som hans far. Kanske efterträdde Bengt fadern som lagman omedelbart vid den senares död 1263.
Vid Bengt Magnussons namn har i senare tider anknutit sig den välkända romantiska sägen, som gjort honom till Birger Jarls yngre broder och låtit honom på Ulvåsa, mot brodern Birgers vilja, fira sitt bröllop med Sigrid den fagra, en kvinna av låg börd, men med så utmärkta själsegenskaper och ett så intagande yttre, att hon därmed avväpnade själve jarlens vrede. I sin äldsta form förekommer sägnen i en krönika om heliga Birgitta och hennes släkt, skriven av den 1486 avlidna abbedissan i Vadstena Margareta Klausdotter. För historien om den ryktbara kappan, vars öden redan där skildras, kan ju någon sanning ligga till grund, men i övrigt har kritiken farit illa med sägnen. Bengt är ej längre Birger jarls broder; han har troligen gift sig med Sigrid först efter dennes död, och om Ulvåsa, vilket sannolikt fått sitt namn först av heliga Birgittas man, Ulf Gudmarsson (Ulvåsaätten), tillhört honom – därom vet historien intet.

## Giftermål och barn
Bengt Magnusson var först gift med Margareta (död före 1275). Paret fick följande barn:
1. Magnus Bengtsson (död före 1304), lagman i Östergötland från 1293, enligt Ericus Olai tillfälligt insatt som lagman i Östergötland 1289–1291 då fadern drog på pilgrimsfärd

Bengt gifte om sig med Sigrid den fagra (död 1289 och begravd i Skänninge dominikankloster). Hon var enligt Margareta Klausdotters delvis rent ohistoriska berättelse av lägre börd än maken Bengt. Paret fick följande barn:
1. Ingeborg Bengtsdotter, (heliga Birgittas mor), gift med riksrådet, riddaren lagmannen Birger Persson (Finstaätten) i Upplands lagsaga.
2. Ramborg Bengtsdotter, enligt Margareta Klausdotter gift med Erengisle Plata den äldre.
3. Katarina Bengtsdotter, gift med drotsen, riddaren Knut Jonsson (Aspenäsätten).

I äldre litteratur, exempelvis i Nordisk Familjebok (se litteraturförteckningen), har lagman Bengt Magnusson även tillskrivits en son Bryniolf Bengtsson, vilken i sin tur blev farfar till den ryktbare hertig Bengt Algotsson. Hans Gillingstam (ÄSF 1965) har visat att denne Bryniolf Bengtsson i själva verket var son till lagmannen i Västergötland Bengt Hafridsson.